# Mario Máximo
Lucio Mario Máximo  (c. 160-c. 230) fue un senador, militar e historiador romano que vivió a finales del siglo II y principios del siglo III, y desarrolló su cursus honorum bajo los reinados de Marco Aurelio, Cómodo, Pertinax, Didio Juliano, y la Dinastía Severa. Fue cónsul en dos ocasiones: la primera como cónsul sufecto alrededor del año 200 junto con Marco Ulpio Arabiano, y la segunda, como cónsul ordinario en el año 223 junto con Lucio Roscio Eliano Páculo Salvio Juliano.

## Orígenes familiares
Casi con seguridad, es el Lucio Mario Máximo dos veces cónsul, una de ellas en el año 223, y una vez prefecto de la Ciudad, de larga trayectoria militar. Su familia no era senatorial y quizá ni siquiera de origen itálico, probablemente de origen africano; su padre, Lucio Mario Perpetuo, fue procurador ecuestre en la Galia, pero obtuvo la admisión de su hijo en el Senado como homo novus.

## Carrera pública
Nacido probablemente hacia el año 160, conocemos su cursus honorum gracias a una inscripción procedente de Roma, cuyo desarrollo es el siguiente:

L(ucio) Mario L(uci) f(ilio) Quir(ina)

Maximo Perpetuo

Aureliano co(n)s(uli)

sacerdoti fetiali leg(ato) Augg(ustorum) pr(o) pr(aetore) 4

provinc(iae) Syriae Coelae leg(ato) Augg(ustorum) pr(o) pr(aetore)

provinc(iae) Germaniae inferioris item

provinc(iae) Belgicae duci exerciti Mysia

ci aput Byzantium et aput Lugudunum 8

leg(ato) leg(ionis) I Italic(ae) cur(atori) viae Latinae

item rei p(ublicae) Faventinorum allecto (sic) in

ter praetorios trib(uno) pleb(is) candidato 12

quaestori urbano trib(uno) laticl(avio) leg(ionis)

XXII Primig(eniae) item III Italicae 

IIII(viro!) viarum curandarum 

 M(arcus) Iulius Artemidorus )(centurio) '16

leg(ionis) III Cyrenaicae

La carrera política de Mario Máximo comenzó en el reinado de Marco Aurelio desempeñando el cargo del vigintivirato de cuatorvir viarum curandarum, encargado de supervisar el mantenimiento de las calles de Roma. Después, fue Tribuno laticlavio de la Legio XXII Primigenia en su base de Mogontiacum (Maguncia (Alemania) en Germania Superior, para pasar después, entre los años 178 y 180, con el mismo rango en la Legio III Italica en su base de Castra Regina (Ratisbona, Alemania) en la provincia Recia. 
Hacia el año 182, Mario Máximo fue cuestor urbano antes de ser nombrado tribuno de la plebe como candidato del emperador Cómodo, quien también le benefició con una adlectio inter praetorios. Hacia el año 190, Máximo fue curator de la Vía Latina antes de convertirse en curator rei publicae en la ciudad de Faventia.
Se distinguió especialmente como comandante en tiempos del emperador Septimio Severo como legado de la Legio I Italica en 193, dirigiendo el asedio contra Pescenio Níger en Bizancio entre los años 193-196 con el cargo de dux exercitus de Moesia. 
En el año 197, Mario Máximo fue dux exercitus de Mesia y Lugdunum. Fue durante este tiempo que luchó en la batalla de Lugdunum contra Clodio Albino, después de lo cual fue nombrado Legatus Augusti pro praetore (o gobernador) de la Galia Belgica, que ocupó probablemente hasta el año 199. En el año 200 probablemente, ejerció su primer cargo como cónsul sufecto. Su siguiente destino fue el de Legatus Augusti pro praetore de Germania Inferior, seguido de la gobernación imperial de Coele-Siria, probablemente desde el año 207 hasta el 209.
A continuación, entre los años 213 y 217, Mario Máximo se convirtió en el primer excónsul que ocupó sucesivamente el proconsulado de Asia y el de África. El orden no es seguro, aunque es más probable que ocupara la gobernación de África entre los años 213-214, seguida de la gobernación de Asia desde el año 215 hasta el 217. En cualquier caso, era un hecho sin precedentes ocupar ambos proconsulados, ya que cualquiera de ellos coronaba convencionalmente la carrera de un senador. Además, ocupó la gobernación proconsular de Asia durante dos años consecutivos, lo que también era extraordinario. Esto sugiere que Caracalla lo tenía en gran estima.
Su carrera continuó tras el asesinato de Caracalla, con su nombramiento como Praefectus urbi de Roma, por parte de Macrino en el año 217, puesto que mantuvo hasta el 219. Aunque no ocupó ningún cargo durante el reinado de Heliogábalo, bajo Alejandro Severo fue nombrado cónsul por segunda vez en el año 223, junto a Lucio Roscio Eliano Páculo Salvio Juliano.

## Familia
Mario Máximo tuvo un hijo, Lucio Mario Máximo, cónsul ordinario en el año 232. También tuvo un hermano, Lucio Mario Perpetuo, cónsul sufecto alrededor del año 206.

## Mario como biógrafo
Como historiador escribió una continuación de las Vidas de los doce césares de Suetonio que imitaba su estructura y estilo. Consistía en las biografías de los doce emperadores que seguían a los de Suetonio, desde Nerva a Heliogábalo, y la publicó bajo el título de Caesares. Fue utilizada como fuente por el historiador Amiano Marcelino y sobre todo por la Historia Augusta. Según esta, escribió con profusión citando muchos documentos. Su testimonio es también valioso porque fue testigo presencial de los hechos de al menos siete de esos emperadores; pero su trabajo no se ha conservado íntegro, sino como fuente para otras obras y por lo tanto fragmentariamente.
Sin embargo, y aunque incluyó como su modelo Suetonio pasajes de documentos y anécdotas sensacionalistas, innovó al inventarse algunos hechos, algo en lo que los primeros libros de la Historia Augusta lo imitaron por desgracia. Jerónimo lo criticó, pero también lo utilizó para desacreditar a los paganos.
Lo mencionan con disgustada displicencia Amiano Marcelino  y uno de los redactores de la Historia augusta, Flavio Vopisco. Este último escribió que era homo omnium verbosissimus qui et mythistoricis se voluminibus implicavit.